# Rhagodinus incertus
Espèce
Rhagodinus incertus est une espèce de solifuges de la famille des Rhagodidae.

## Distribution
Cette espèce est endémique d'Éthiopie. Elle se rencontre vers Rorrum.

## Description
La femelle holotype mesure 18 mm.

## Publication originale
- Caporiacco, 1937 : Scorpioni, Pedipalpi, Solifugi e Chernetidi di Somalia e Dancalia. Annali del Museo Civico di Storia Naturale di Genova, vol. 58, p. 135–149 (texte intégral).